# Psilotàcies
Les psilotàcies (Psilotaceae) són una família de plantes vasculars sense llavors, com totes les altres pteridòfites,  l'única de l'ordre Psilotales. Inclou només 12 espècies.

## Característiques
Totes les Psilotaceae tenen en comú que són plantes vasculars sense fulles i sense arrels, però si rizoides amb fongs simbiòtics (micorrizes).

## Taxonomia
La família Psilotaceae conté dos gèneres, Psilotum i Tmesipteris. Aquests dos gèneres són molt diferents i en temps passats Tmesipteris (que pot semblar que tenen fulles, però realment són fil·loclades o tiges aplanades) estava ubicat dins la seva pròpia família, Tmesipteridaceae, però les classificacions actual coincideixen en situar-lo en la família Psilotaceae.
Les relacions de Psilotaceae no són clares, en part perquè aquestes plantes no tenen arrels o veritables fulles però els estudis moleculars suggereixen una relació amb les falgueres de la família Ophioglossaceae.

## Distribució
El gènere, Psilotum, consta de petits arbusts dels tròpics secs (amb el nom comú en anglès de "whisk ferns"). L'altre gènere, Tmesipteris, és un epífit d'Austràlia, Nova Zelanda i Nova Caledònia.